# Hiromu Mitsumaru
Hiromu Mitsumaru (jap. 三丸 拡, Mitsumaru Hiromu; * 6. Juli 1993 in Oyama, Präfektur Tochigi) ist ein japanischer Fußballspieler. 

## Karriere
Hiromu Mitsumaru erlernte das Fußballspielen in der Universitätsmannschaft der Universität Tsukuba. Seinen ersten Profivertrag unterschrieb er 2016 bei Sagan Tosu. Der Verein aus Tosu, einer Stadt in der Präfektur Saga auf der Insel Kyūshū, spielte in der höchsten Liga des Landes, der J1 League. 44-mal spielte er bis Ende 2019 für den Club in der ersten Liga. 2020 nahm ihn der Erstligaaufsteiger Kashiwa Reysol aus Kashiwa unter Vertrag.